# Cattedrale di Autun
La cattedrale di San Lazzaro (in francese Cathédrale Saint-Lazare) è il principale luogo di culto cattolico di Autun, nel dipartimento della Saona e Loira, in Francia.
La chiesa, sede del vescovo di Autun, è monumento storico di Francia dal 1840.
Nel 1875 fu elevata al rango di basilica minore.

## Storia
Iniziata intorno al 1120 dal vescovo Etienne de Baugé, in pochi anni (1146) fu completata in stile romanico; pochi anni dopo fu aggiunto il portico.  Costruita sul modello dell'Abbazia di Cluny, vi si ritrovano la struttura delle pareti della navata centrale e del transetto divise secondo tre ordini e la copertura con volte a botte. La guglia sopra l'incrocio del transetto (1469) fu costruita, successivamente, dal cardinale Rolin per sostituire il campanile romanico distrutto da un fulmine.
La chiesa fu, poi, modificata in stile barocco (1766), per sostituire la metrica medioevale ormai desueta: è a questo periodo che si deve la distruzione della porta laterale e del suo timpano e la modifica integrale della zona del coro. Gli stalli del coro, l'altare maggiore, l'ambone e la cattedra del vescovo sono, infine, stati sostituiti recentemente (2011).

## Descrizione

### Esterno

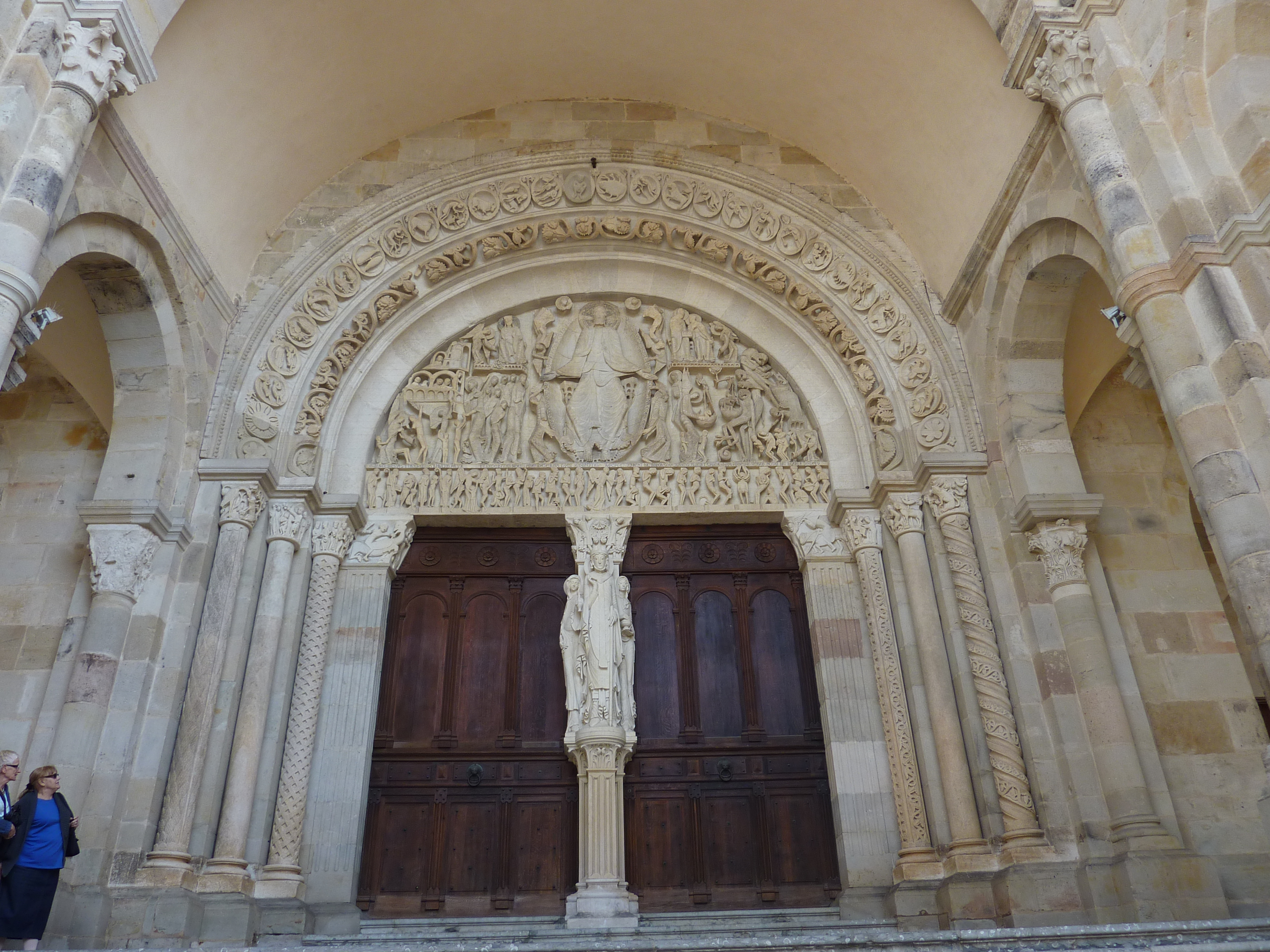
Portale

La cattedrale, a tre navate e a croce latina con nave molto lunga e transetto corto, si presenta con un coro profondo tripartito chiuso da tre cappelle absidali. Sui lati, cappelle (XVI secolo).
La chiesa ha due campanili, uno gotico con guglia (XV secolo) e uno neoromanico (XIX secolo).
Interessanti i tetti in piastrelle verniciate, tipiche della Borgogna.
Nella facciata a portico, stretta tra due torri ottocentesche, spicca il portale (XII secolo) gemino attribuito a Gislebertus restaurato nel 2009: nel timpano, la Maestà di Cristo, con, a destra, San Pietro che fa entrare i giusti in Paradiso e la Vergine Maria che intercede per loro, e, a sinistra, i dannati salvati da San Michele, è collocata sopra un architrave in cui sono raffigurati la resurrezione dei morti, Adamo ed Eva e donne a seno nudo morse dal serpente. Intorno, due archi a tutto sesto con una trentina di medaglioni circolari con raffigurazioni dei Segni zodiacali e dei Lavori dei mesi dell'anno, sostenuti da colonne con capitelli istoriati. Nel pilastro centrale, San Lazzaro e le sue sorelle (XIX secolo).

### Interno

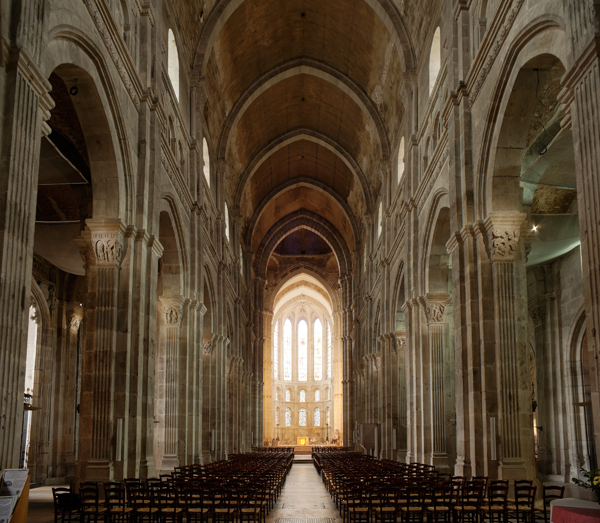
Interno

Le tre navate con volte a sesto acuto (XI secolo), rafforzate da pilastri a fascio (XIII secolo) con semipilastri incassati nei pilastri, sono divise in tre stadi (i pilastri, il triforio, il cleristorio). Nella navata centrale, interessanti, anche se poco visibili perché in penombra, i capitelli istoriati, opera di Gislebertus e dei suoi allievi. Altri sono collocati, ora, nella sala capitolare.
Il coro (XV secolo) è in stile gotico con vetrate moderne (XIX-XX secolo) dell'atelier Lusson di Parigi che rappresentano la vita di San Léger di Autun.
Di buona fattura anche il retablo Noli me tangere (XVI secolo), con Cristo e la Maddalena vicini ad un albero che tiene gli stemmi delle famiglie che commissionarono l'opera.
Prima della sala capitolare, si trovano le statue funerarie di Pierre Jeannin e Anne Guéniot che salvarono numerose vite di protestanti durante la Notte di San Bartolomeo. Dal 1807 poi è stata ricollocata in chiesa la tomba di un antico presidente del Parlamento di Borgogna, deceduto nel 1623.
Nella terza cappella a sinistra, grande quadro raffigurante il Martirio di S. Sinforiano (1834) di Dominique Ingres. Sono presenti anche una Resurrezione di Lazzaro, di François-Joseph Heim (ca. 1820), rappresentativa del rinnovamento della pittura religiosa in Francia del XIX secolo, una Pietà (ca. 1640), opera del Guercino e un Cristo morto (fine XVII secolo) di Daniel Seiter.

### Organi a canne
Nella cattedrale si trovano due organi a canne. Lo strumento principale è collocato sulla cantoria in controfacciata: venne realizzato nel 1820 da Louis Callinet e successivamente più volte ricostruito e modificato; attualmente è a trasmissione meccanica, con 46 registri su tre manuali e pedale. Il materiale fonico è interamente racchiuso entro la cassa lignea neoclassica, con mostra costituita da canne di principale con bocche a scudo.
Un secondo strumento si trova a pavimento nel transetto ed è l'opus 190 di Aristide Cavaillé-Coll, che lo costruì nel 1863. Ha 11 registri su due manuali e pedale ed il suo sistema trasmissivo è meccanico.